# Mi (papillon)
Euclidia mi
Espèce
Synonymes
Callistege mi (Clerck, 1759)
Le Mi ou le M noir (Euclidia mi) est une espèce de lépidoptères (papillons) de la famille des Erebidae.

## Noms vernaculaires
En France, ce papillon est connu sous les noms de « Mi »,, ou de « M noir ». Ces noms proviennent de la forme des motifs présents sur les ailes antérieures qui ressemblerait vaguement à un µ grec
Au Royaume-Uni, on l'appelle Mother Shipton Moth du nom d'une sorcière / voyante  qui vécut dans le Yorkshire au début du XVIe siècle dont le visage orné d'un grand nez crochu apparaît sur les ailes de l'imago.

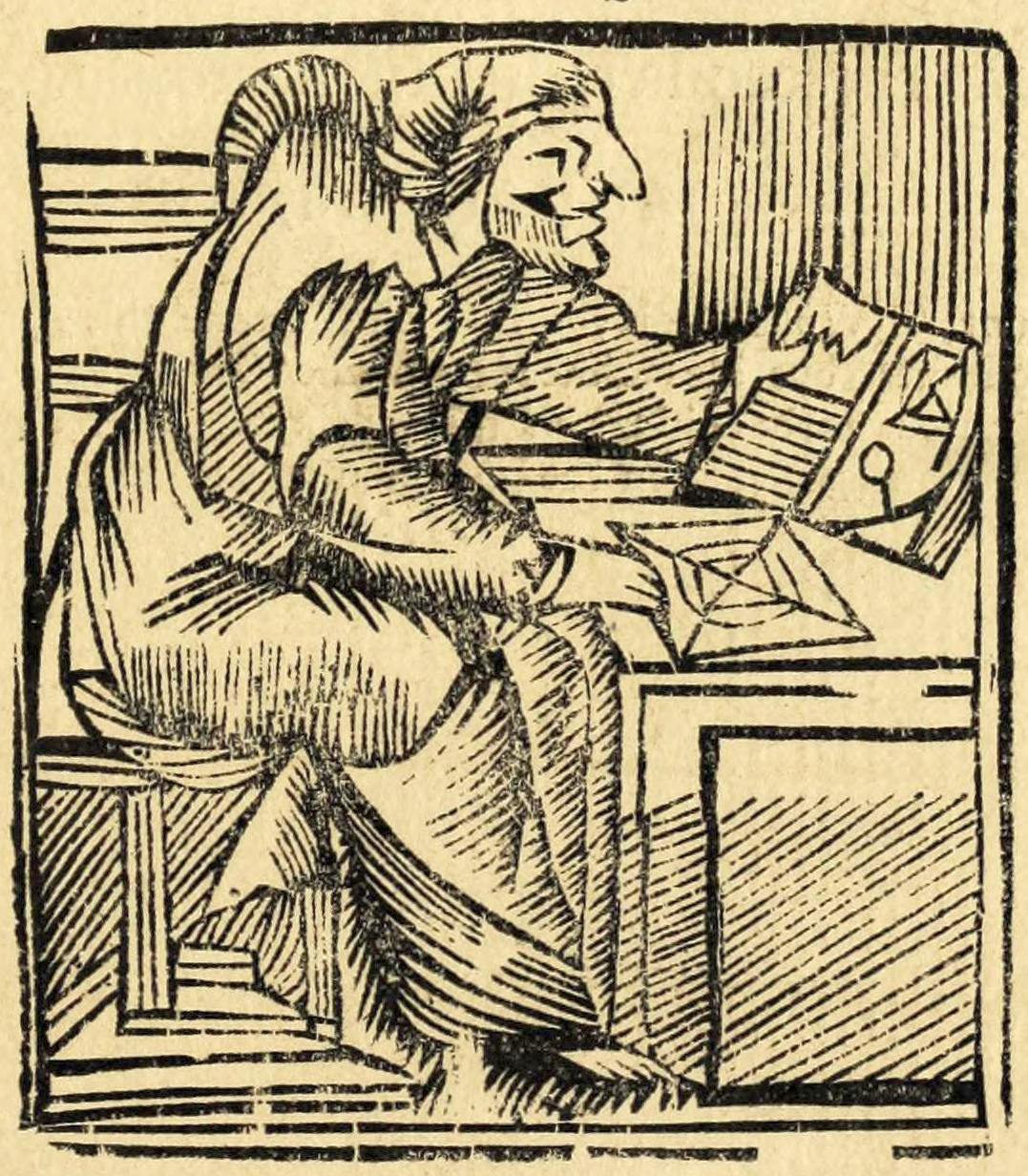
L'imagerie populaire a inspiré le nom de ce papillon au Royaume-Uni

Dans les pays germanophones, on parle de Scheck-Tageule (scheckig signifie tacheté ou pie dans le cas d'un cheval).

## Description
L’envergure de l’imago atteint 25 à 30 mm. Ses ailes antérieures présentent des motifs gris, marron et blancs. Au milieu des ailes, sur le corps, apparaît une large structure sombre, au centre de laquelle une protubérance ronde et noire est visible. Les ailes postérieures sont brun foncé avec des bandes de taches jaunâtres ou blanches disposées en arc de cercle.
Les chenilles mesurent 40 mm de long et ont un corps glabre et mince. Elles ont seulement deux paires de fausses pattes anales, qui ne sont pas fonctionnelles. Elles sont de couleur jaune clair à brun beige, avec une bande longitudinale claire sur le dos et deux bandes sombres plus larges sur chaque côté qui peuvent aussi être partagées en lignes plus fines, et pour finir, une bande longitudinale claire sous les stigmates.
On peut confondre la chenille avec celle de la Doublure jaune.

## Distribution géographique

### Biotope
Euclidia mi vit principalement dans les terrains secs et dégagés tels les pelouses calcaires, les prairies, la lisière des forêts, mais aussi dans les prairies humides et en bordure des tourbières. Il est absent des prairies exploitées de façon intensive, recevant une fumure abondante.

### Répartition
Cette espèce est signalée en Europe occidentale et septentrionale et dans une grande partie de l'Asie.

## Biologie
Euclidia mi produit 2 générations par an dont l’imago vole de fin avril à mi-juillet puis de fin juillet à fin août.
Les chenilles sont visibles de septembre à octobre (1re génération) et de juin à août pour la seconde génération. La seconde génération n'est que partielle. Les chenilles sont actives de jour comme de nuit et très sensibles aux vibrations. En présence d’un danger, ou au moindre choc, elles s’enroulent sur elles-mêmes et se laissent tomber sur le sol. On les retrouve souvent en train de dormir sur des plantes qui ne sont pas leurs plantes hôtes. Elles se nourrissent de trèfle des prés (Trifolium pratense), de génistelle (Genista sagittalis), de mélilot officinal (Melilotus officinalis), et de vesce de Cracovie (Vicia cracca). Le M noir hiverne à l’état de chrysalide, tantôt à même le sol et tantôt suspendu à une plante.

## Systématique
L'espèce actuellement appelée Euclidia mi a été décrite par le naturaliste suédois Carl Alexander Clerck en 1759, sous le nom initial de Phalaena mi.
Par la suite, elle a longtemps été classée dans le genre Callistege Hübner, 1823 et connue alors sous le nom de Callistege mi. En 2003, le genre Callistege a été rattaché au genre Euclidia Ochsenheimer, 1816 dont il est aujourd'hui considéré comme un sous-genre. On désigne depuis lors l'espèce sous le nom d’Euclidia mi ou Euclidia (Callistege) mi.

## Protection
En France, cette espèce ne fait pas partie des espèces protégées.